# Adriana Zartl
Adriana Zartl (née le 14 septembre 1975 à Lugano) est une animatrice de télévision, actrice et danseuse autrichienne.

## Biographie
Après avoir grandi à Hong Kong et en Australie, elle arrive à Vienne à l'âge de huit ans. Elle fréquente l'école de danse du Wiener Staatsoper et devient à 14 ans membre du ballet de l'ÖRF. Après son départ de l'école de danse à 17 ans, elle s'inscrit au cours Krauss. Elle danse dans l'émission Musikantenstadl.
Elle devient tout d'abord animatrice. En 1997, elle présente le vote de l'Autriche au Concours Eurovision de la chanson. À la télévision allemande, elle présente  la météo sur ProSieben de 2001 à 2003 puis fait partie de RTL Comedy Nacht d'octobre 2005 à janvier 2006. Elle présente ensuite un télé-tirelire sur 9Live. Pour la télévision privée autrichienne, on peut la voir sur Sat.1 Österreich ou Puls 4. Depuis 2011, elle est des chroniqueuses de 4 für Sie sur Puls 4.
Elle exerce principalement le métier d'actrice au théâtre et dans des comédies musicales. Elle fait une apparition dans le sitcom Novotny & Maroudi – Zahngötter in Weiß.

## Source de la traduction
- (de) Cet article est partiellement ou en totalité issu de l’article de Wikipédia en allemand intitulé « Adriana Zartl » (voir la liste des auteurs).